# Sir Smocko Anka
Sir Smocko Anka (Sir Eider McDuck) är en av de mindre förekommande figurerna i Kalle Ankas universum. Nämndes för första gången i serien Kalle Anka och den gamla borgens hemlighet av Carl Barks 1948.

## Karaktärshistoria
Hans namn nämndes för första gången 1948 i serien Kalle Anka och den gamla borgens hemlighet av Carl Barks. Inkluderades 1993 i Kalle Ankas släktträd av Don Rosa. Han har även nämnts i serien Den siste av klanen von Anka och var med som figur (som spöke) för första gången i von Anka-borgens godsherre.